# Lac-Mégantic

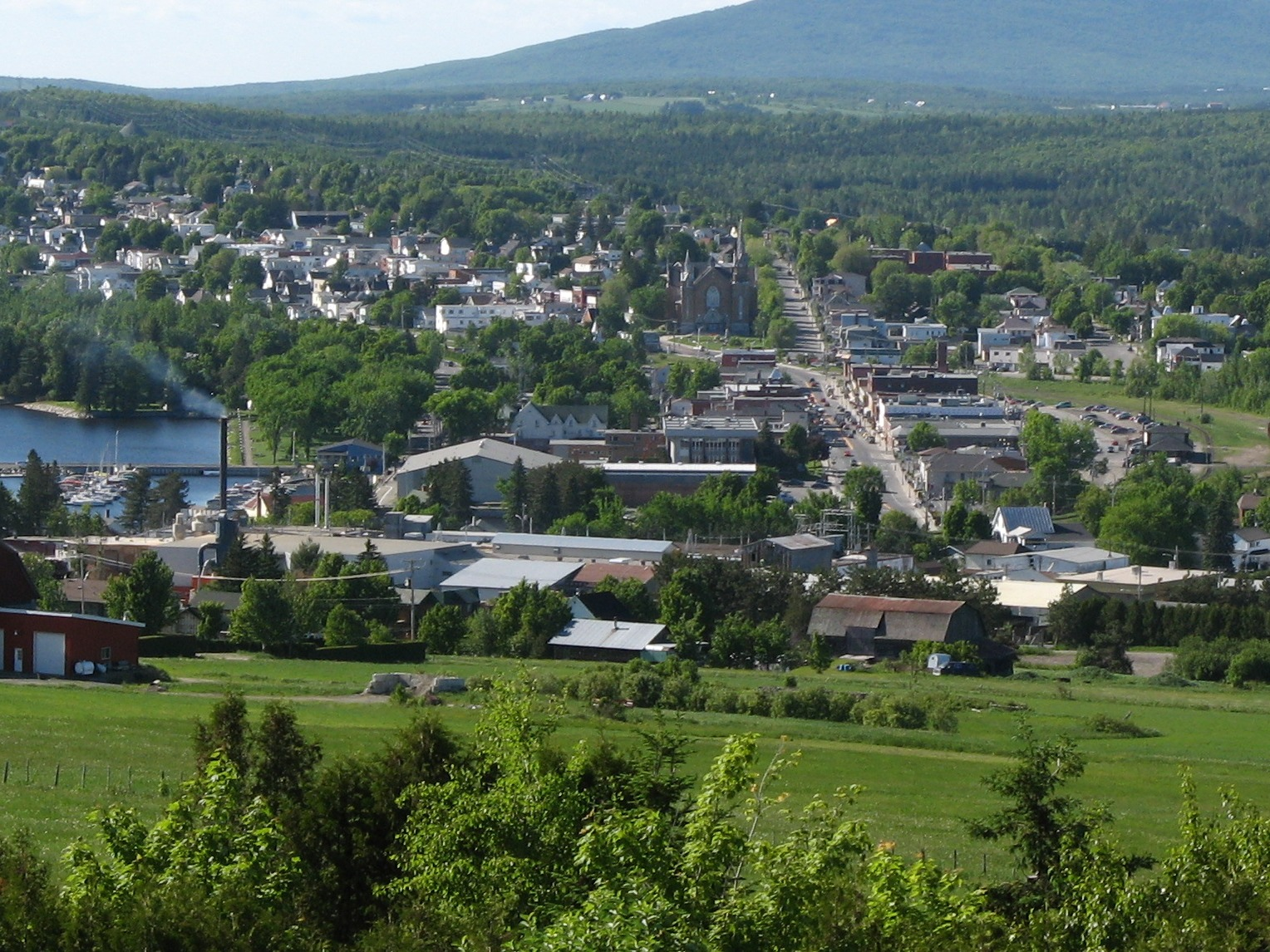
Vista do centro da cidade de Lac-Mégantic

Lac-Mégantic é uma cidade na região de Estrie,  Regionalidade Municipal do Condado de Le Granit na província canadiana de Quebec. Situada no antigo condado de Frontenac. É sede de Le Granit. Fica situada à beira do Lago Mégantic que deu o nome à cidade.
Segundo o censo de 2011, tinha uma população de 5 932 habitantes.

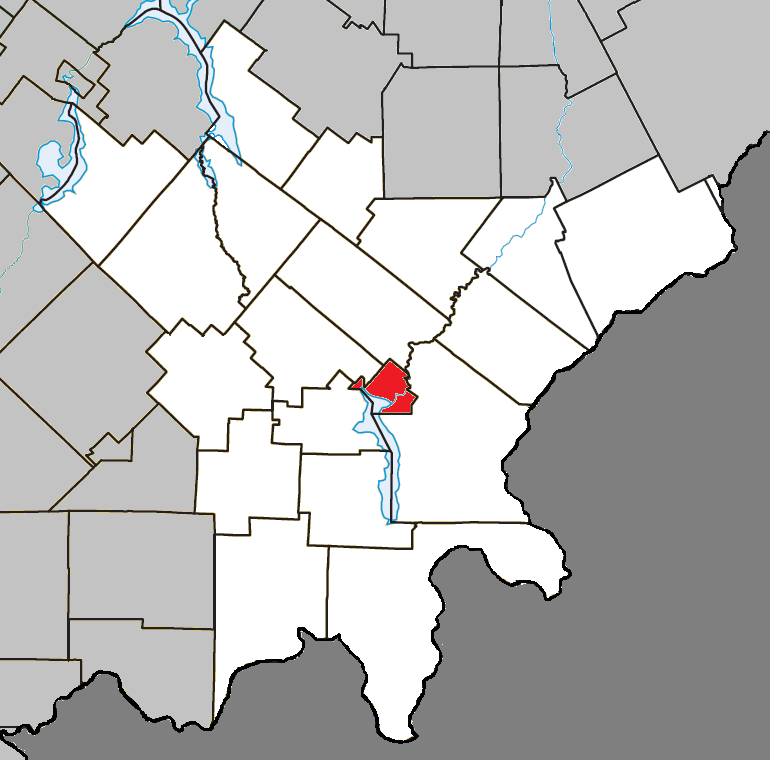
Localização de Lac-Mégantic no condado de Le Granit.

## Geografia
Lac-Mégantic fica localizada na parte leste da região administrativa de Estrie,  Regionalidade Municipal do Condado de Le Granit, aproximadamente a 35 quilómetros da fronteira com os Estados Unidos. O rio Chaudière nasce no Lago Mégantic e desagua no rio São Lourenço, cerca de 175 quilómetros a norte, perto de Lévis (no interior da antiga cidade de Saint-Romuald). A cidade de Lac-Mégantic fica situada a 50 quilómetros do Monte Mégantic.

## Demografia
Segundo o censo de 2011, Lac-Mégantic tinha uma população de 5 932 habitantes, uma diminuição de 0,6% em relação a 2006. A cidade ocupa uma superfície de 21,77 km2 (terra), 25,20 km² (total, incluindo a parte líquida com o lago) , tendo uma densidade populacional de 272,5 habitantes/km². Havia 2 938 alojamentos privados, dos quais 2 754 estavam ocupados por residentes permanentes . A média etária da população da cidade era de 48,6 anos e 85,3% dos seus habitantes tinha 15 ou mais anos. 95% dos habitantes da cidade tinha como língua materna o língua francesa, apenas 60 (1%) tinham o inglês como língua materna, 40 tinham outra língua materna (10 tinham o bósnio, 10 o servo-croata, 5 o árabe, 5 o castelhano e 20 usavam tanto o francês como o inglês como língua materna).

## História

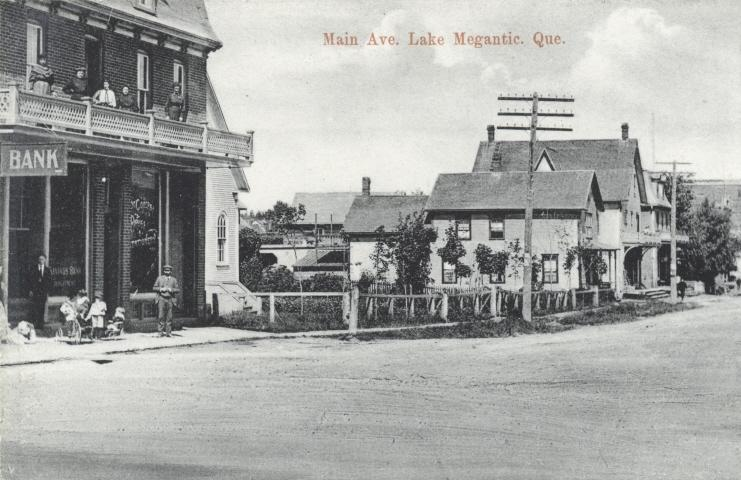
Avenida Principal em 1910

Antes dos contactos com os europeus, a região era habitada pelos Abenaki. Escavações arqueológicas mostram que os Ameríndios têm estado  na região durante mais de 12 000 anos, fazendo este o local de ocupação humana mais antiga no Quebec. O nome de  Mégantic vem da palavra abenaki "namesokanjik" que se traduz como "local onde os peixes são guardados".
O primeiro europeu conhecido a descobrir a região foi o missionário católico, Pai Druillettes, um jesuíta, que chegou ali em 1646. Ele ali chegou com o objetivo de converter os Abenaki.
Os primeiros colonos a povoar a região chegaram por volta de 1850 e tinham  origem  Franco-Canadiana e Escocesa.
Originalmente chamada de Megantic, a vila foi fundada em 1884 depois da linha férrea Canadian Pacific Railway iniciou a construção do segmento final da ferrovia transcontinental ligando Montreal ao porto atlântico de Saint John, New Brunswick.Esta linha aberta em 1889 e foi esteve a cargo da  International Railway of Maine, uma subsidiária da CPR. Mégantic foi o local de encontro duas linhas férreas naquela época: a  CPR e a Quebec Central Railway. A linha CPR foi mais importante por causa da adaptação a grandes  comboios de carga e passageiros.
Mégantic recebeu o nome de Lac-Mégantic em 1958, devido às proximidade do Lago Mégantic, localizado na fronteira sul do município.

### Descarrilamento de 2013
- Consulte o artigo Acidente ferroviário de Lac-Mégantic de 2013.

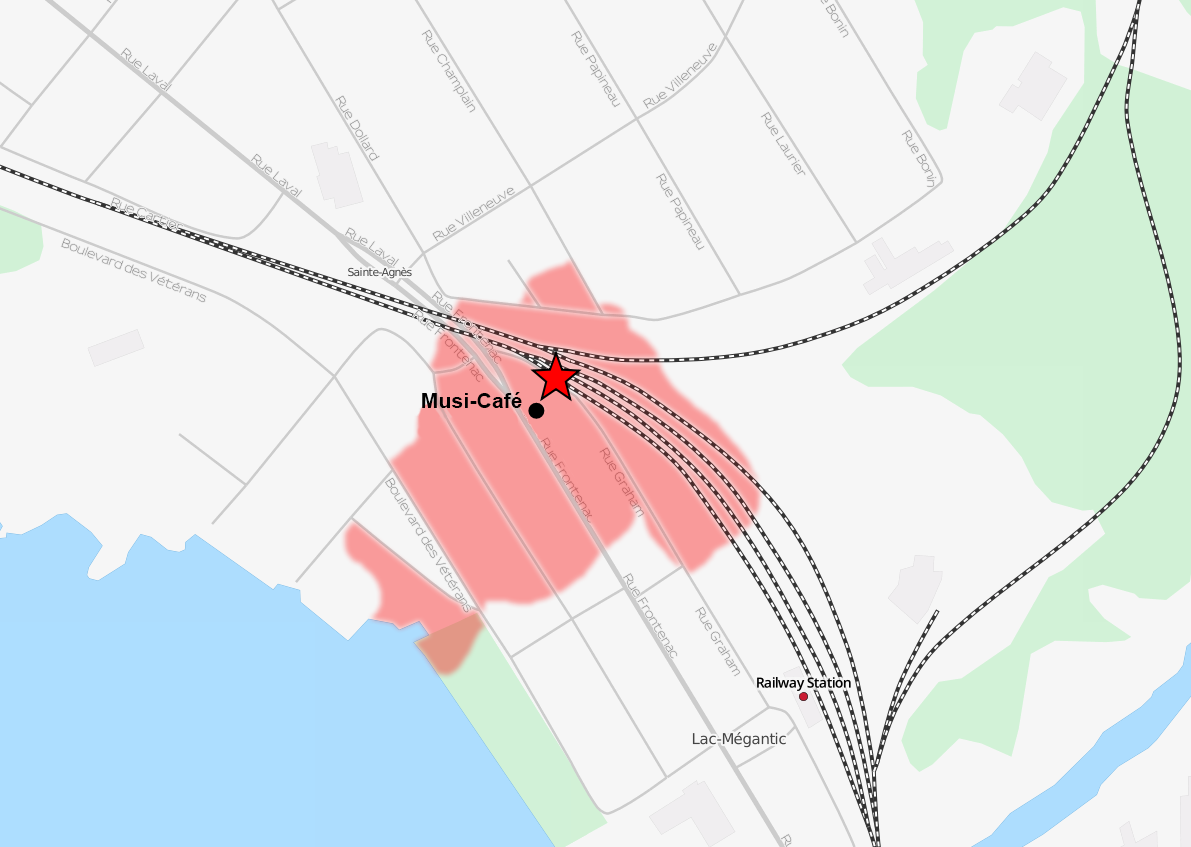
Área do descarrilamento do comboio, incêndios e explosões

A cidade ficou tristemente conhecida internacionalmente  por aí ter ocorrido um descarrilamento de um comboio desgovernado  durante cerca de 11 quilómetros, transportando produtos petrolíferos e que explodiu no centro da cidade, provocando pelo menos 47 mortos. O acidente teve lugar no dia 6 de julho de 2013.

## Governo municipal
O conselho da cidade é constituído por conselheiros representando seis distritos eleitorais.
| Distrito          | Nome do conselheiro |
| ----------------- | ------------------- |
| 1. Agnès          | Richard Michaud     |
| 2. Fatima         | Johanne Vachon      |
| 3. Centre-Ville   | Jean-Guy Bouffard   |
| 4. Québec-Central | Daniel Gendron      |
| 5. Vieux-Nord     | André Desjardins    |
| 6. Montignac      | Roger Garant        |

## Economia
Se bem que a ferrovia tenha declinado nas últimas década, a cidade Lac-Mégantic permanece como um importante centro de agricultura, exploração florestal, corte de madeira e de produção de pasta de papel. A Tafisa Canada uma subsidiária da empresa portuguesa Sonae Indústria possui um fábrica de aglomerado de partículas com uma superfície de 6 000 m². A ecomia da região nos primeiros tempos foi propulsada pela indústria de exploração florestal devido às vastas florestas em redor. Muitas indústrias operaram na região incluindo a serraria (Nantais Mill), a indústria de mobiliário e de fabrico de papel. O Lago Mégantic foi usado para o transporte de árvores, com um barco a vapor usado para rebocar as árvores cortadas para a serraria. O primeiro barco a vapor da região chamado "Lena" foi construído por George Flint em 1881.
No tempo da revolução industrial, os agricultores e os operários constituíam a maioria da população de Lac-Mégantic. Em 1907, a cidade tinha 2 600 pessoas e o salário diário para um trabalhador era  à volta de C$ 1 to C$ 1,50. Os operários viviam na parte norte da cidade, enquanto os profissionais liberais, os membros do clero e  os empregados em instituições financeiras viviam no centro da cidade.
A primeira agência bancária a abrir na cidade foi o People's Bank of Halifax, que abriu em abril de 1893. O seu primeiro gerente foi um  Mr. Aitkens from Cookshire. O banco foi adquirido pelo Banco de Montreal em 1905 e foi construído um novo edifício naquele mesmo ano. A agência bancária encerrou em 2001 e foi vendido ao Banco Nacional do Canadá; O Eastern Townships Bank, fundado em   Sherbrooke em 1859, abriu uma sucursal em Lac-Mégantic , em 1904 e adquiriu o seu próprio edifício em  Frontenac e Thibodeau em 1910. Aquele banco foi adquirido pelo Canadian Bank of Commerce em 1912; a agência local com as suas distintivas colunas arquitetónicas fechou durante a  Grande Depressão em 1935.

### Imprensa
Na cidade é publicado um jornal semanal L'Écho de Frontenac. e uma estação de rádio, CJIT-FM 106,7 opera num estúdio local.

### Turismo
A região tem vindo a aumentado sua confiança no turismo, atraindo pessoas do Quebec e do  Nordeste dos Estados Unidos.
Lac-Mégantic fica próximo de dois parques provinciais, Frontenac National Park em Lac Saint-François e  Mont-Mégantic National Park próximo Notre-Dame-des-Bois. Mont-Mégantic Park tem o museu de astronomia e o observatório  Mont Mégantic Observatory.As margens do Lago Mégantic são palco de um concurso de natação em agosto e de uma corrida de ciclismo em junho.
As principais atividades para os turistas são a caça e a pesca.

## Educação
Lac-Mégantic possui um colégio júnior  Centre d’études collégiales de Lac-Mégantic,que está afiliado com a Cégep Beauce-Appalaches. O colégio oferece programas técnicos e pré-universitários incluindo um programa de astrofísica que é o único do tipo em todo a província do Quebec. Possui um centro de formação profissional Le Granit.
A cidade tem uma escola secundária,  Polyvalente Montignac, e duas escolas primárias, École Notre-Dame-de-Fatima e École Sacré-Cœur

## Religião
Lac-Mégantic possui duas paróquias católicas: Sainte-Agnès e  Notre-Dame-de-Fatima.

## Cidades gémeas
Lac-Mégantic está germinada com:
- Dourdan, França (1989)[14]
- Farmington, Estados Unidos (1991)[14]